# Гросс-Пойнт-Вудс (Мічиган)
Гросс-Пойнт-Вудс (англ. Grosse Pointe Woods) — місто (англ. city) в США, в окрузі Вейн штату Мічиган. Населення — 16 487 осіб (2020).

## Географія
Гросс-Пойнт-Вудс розташований за координатами 42°26′21″ пн. ш. 82°53′56″ зх. д. / 42.43917° пн. ш. 82.89889° зх. д. (42.439260, -82.898989).  За даними Бюро перепису населення США в 2010 році місто мало площу 8,42 км², з яких 8,42 км² — суходіл та 0,00 км² — водойми.

## Демографія
Згідно з переписом 2010 року, у місті мешкало 16 135 осіб у 6416 домогосподарствах у складі 4681 родини. Густота населення становила 1916 осіб/км².  Було 6819 помешкань (810/км²).
Расовий склад населення:
| - 91,4 % — білих - 4,5 % — чорних або афроамериканців - 2,4 % — азіатів - 0,1 % — корінних американців |

До двох чи більше рас належало 1,3 %. Частка іспаномовних становила 1,7 % від усіх жителів.
За віковим діапазоном населення розподілялося таким чином: 23,7 % — особи молодші 18 років, 58,6 % — особи у віці 18—64 років, 17,7 % — особи у віці 65 років та старші. Медіана віку мешканця становила 45,1 року. На 100 осіб жіночої статі у місті припадало 91,8 чоловіків;  на 100 жінок у віці від 18 років та старших — 87,6 чоловіків також старших 18 років.
Середній дохід на одне домашнє господарство  становив 108 917 доларів США (медіана — 92 014), а середній дохід на одну сім'ю — 125 255 доларів (медіана — 106 359). Медіана доходів становила 75 379 доларів для чоловіків та 53 575 доларів для жінок. За межею бідності перебувало 4,6 % осіб, у тому числі 5,2 % дітей у віці до 18 років та 5,1 % осіб у віці 65 років та старших.
Цивільне працевлаштоване населення становило 7820 осіб. Основні галузі зайнятості: освіта, охорона здоров'я та соціальна допомога — 30,9 %, науковці, спеціалісти, менеджери — 13,1 %, виробництво — 11,1 %, фінанси, страхування та нерухомість — 9,7 %.